# Lautertal (Bavière)
Lautertal est une commune allemande, située en Bavière, dans l'arrondissement de Cobourg.